# Abrodictyum guineense
Abrodictyum guineense är en hinnbräkenväxtart som först beskrevs av Adam Afzelius och Olof Peter Swartz och som fick sitt nu gällande namn av Jacobus Petrus Roux.
Abrodictyum guineense ingår i släktet Abrodictyum och familjen Hymenophyllaceae. Inga underarter finns listade i Catalogue of Life.